# شقار بصيلي
الشقّار البصيلي نوع نباتي ينتمي إلى جنس الشقّار من الفصيلة الحوذانية.

## البيئة والانتشار
موطنه نيو مكسيكو ونيفادا في غرب الولايات المتحدة الأمريكية.